# 4-я армия (Германская империя)
Не следует путать с 4-й немецкой армией во Второй мировой войне
4-я армия (нем. 4. Armee) — германская армия, принимавшая участие в Первой мировой войне.

## Боевой путь
В Первой мировой войне 4-я армия была развёрнута на Западном фронте. Армия участвовала в боях в Бельгии, в Пограничном сражении и в битвах во Фландрии. На протяжении всей войны части 4-й армии занимали участок фронта во Фландрии.

## Командующие
- Альбрехт Вюртембергский (1914—1917)
- Фридрих Сикст фон Арним (1917—1918)